# Ällsjön (Urshults socken, Småland)
Ällsjön är en sjö i Tingsryds kommun i Småland och ingår i Mieåns huvudavrinningsområde.